# 209 Kozacki Batalion Schutzmannschaft
209 Kozacki Batalion Schutzmannschaften (niem. Kosaken-Schutzmannschafts-Bataillon 209, ros. 209-й казачий полицейский батальон) – oddział zmilitaryzowanej policji pomocniczej złożony z Kozaków podczas II wojny światowej.
Batalion został sformowany w maju 1944 r. w rejonie okupowanej Warszawy spośród samodzielnych dotychczas kompanii kozackich podległych dowódcy policji porządkowej Dystryktu Warszawskiego Generalnego Gubernatorstwa. Trzonem batalionu był najprawdopodobniej oddział utworzony jeszcze w sierpniu 1942 r. w okolicy Armawiru złożony z Kozaków oswobodzonych przez Niemców z miejscowego obozu NKWD. W skład batalionu weszli głównie Kozacy syberyjscy. W sierpniu-wrześniu 1944 r. oddział uczestniczył w ramach Kampfgruppe Rohr gen. Güntera Rohra w pacyfikacji powstania warszawskiego. Następnie przeniesiono go w rejon Krakowa. Pod koniec 1944 r. Kozacy weszli w skład nowo formowanego XV Kozackiego Korpusu Kawalerii SS gen. Helmutha von Pannwitza. Batalion został oficjalnie rozformowany w marcu 1945 r.